# Parc provincial sauvage des Caribou Mountains
Le parc provincial sauvage des Caribou Mountains (anglais : Caribou Mountains Wildland Provincial Park) est un parc provincial de l'Alberta situé dans le comté de Mackenzie. Avec sa superficie de 5 910,08 km2, il s'agit du plus grand parc de la province.